# North Port, Florida
North Port är en stad (city) i Sarasota County, i delstaten Florida, USA. Enligt United States Census Bureau har staden en folkmängd på 57 780 invånare (2011) och en landarea på 258 km².